# Yegor Ivanov
Bản mẫu:Eastern Slavic name
Yegor Olegovich Ivanov (tiếng Nga: Егор Олегович Иванов; sinh ngày 19 tháng 6 năm 1992) là một tiền vệ bóng đá người Nga hiện tại thi đấu cho FC Yenisey Krasnoyarsk.

## Sự nghiệp câu lạc bộ
Vào tháng 6 năm 2013 Ivanov gia nhập Yenisey Krasnoyarsk theo dạng cho mượn một mùa giải từ CSKA Moskva. Anh có màn ra mắt tại Giải bóng đá Quốc gia Nga cho FC Yenisey Krasnoyarsk vào ngày 7 tháng 7 năm 2013 trong trận đấu với F.K. Rotor Volgograd.